# Risk (album)
Risk je osmé studiové album americké thrashmetalové skupiny Megadeth. Vydalo jej dne 31. srpna 1999 hudební vydavatelství Capitol Records a jeho producentem byl Dann Huff s frontmanem skupiny Davem Mustainem. Nahráno bylo od ledna do dubna toho roku v Nashvillu ve státě Tennessee. V žebříčku UK Albums Chart se album umístilo na 29. příčce; v Billboard 200 na šestnácté. Jde o poslední spolupráci s dlouholetým kytaristou Martym Friedmanem.

## Seznam skladeb
| Pořadí | Název                 | Autor                      | Délka |
| ------ | --------------------- | -------------------------- | ----- |
| 1.     | Insomnia              | Dave Mustaine              | 4:34  |
| 2.     | Prince of Darkness    | Mustaine, Marty Friedman   | 6:25  |
| 3.     | Enter the Arena       | Mustaine, Bud Prager       | 0:52  |
| 4.     | Crush 'Em             | Mustaine, Friedman, Prager | 4:57  |
| 5.     | Breadline             | Mustaine, Friedman, Prager | 4:24  |
| 6.     | The Doctor Is Calling | Mustaine, Friedman, Prager | 5:40  |
| 7.     | I'll Be There         | Mustaine, Friedman, Prager | 4:20  |
| 8.     | Wanderlust            | Mustaine, Friedman         | 5:22  |
| 9.     | Ecstasy               | Mustaine, Friedman         | 4:28  |
| 10.    | Seven                 | Mustaine, David Ellefson   | 5:00  |
| 11.    | Time: The Beginning   | Mustaine, Ellefson         | 3:04  |
| 12.    | Time: The End         | Mustaine                   | 2:28  |

## Obsazení
- Dave Mustaine – zpěv, kytara
- Marty Friedman – kytara
- David Ellefson – baskytara, doprovodné vokály
- Jimmy DeGrasso – bicí